# Швеция на зимних Олимпийских играх 1984
Швеция принимала участие в XIV Зимних Олимпийских играх, проходивших в Сараево, СФРЮ, где завоевала 8 медалей, из которых 4 золотые, 2 серебряные и 2 бронзовые. Сборную страны представляли 60 спортсменов (51 мужчина, 9 женщин), выступавших в 8 видах спорта.

## Медалисты
| Медаль  | Спортсмен | Вид спорта         | Дисциплина                |
| ------- | --- | ------------------ | ------------------------- |
| Золото  | Гунде Сван | Лыжные гонки       | 15 км, мужчины            |
| Золото  | Томас Вассберг | Лыжные гонки       | 50 км, мужчины            |
| Золото  | Томас Вассберг Бенни Кольберг Ян Оттоссон Гунде Сван | Лыжные гонки       | Эстафета 4х10 км, мужчины |
| Золото  | Томас Густафсон | Конькобежный спорт | 5000 м, мужчины           |
| Серебро | Гунде Сван | Лыжные гонки       | 50 км, мужчины            |
| Серебро | Томас Густафсон | Конькобежный спорт | 10000 м, мужчины          |
| Бронза  | Гунде Сван | Лыжные гонки       | 30 км, мужчины            |
| Бронза  | Сборная Швеции по хоккею с шайбой (Рольф Риддервалль, Ете Вэлитало, Матс Вальтин, Хокан Нурдин, Томас Олен, Еран Линдблум, Матс Телин, Бу Эрикссон, Микаэль Тельвен, Петер Градин, Йенс Элинг, Пер-Эрик Эклунд, Томас Рундквист, Хокан Эрикссон, Томас Сандстрем, Микаэль Йельм, Матс Хассель, Том Эклунд, Хокан Седергрен, Томми Мерт) | Хоккей             | Мужчины                   |